# Отто Лютер
Отто Лютер (нім. Otto Luther; 18 вересня 1918, Фленсбург — 3 січня 1983, Берлін) — німецький офіцер-підводник, оберлейтенант-цур-зее крігсмаріне.

## Біографія
9 жовтня 1937 року вступив на флот. З квітня 1940 по березень 1941 року — вахтовий офіцер на міноносці T-13. В липні-листопаді 1942 року пройшов курс підводника, після завершення якого служив в 6-й флотилії. В січні-березні 1943 року пройшов командирську практику на підводному човні U-603, у квітні-червні — курс командира човна. З 4 червня 1943 року — командир U-135. 7 червня вийшов у свій перший і останній похід. 15 липня пошкодив британський Twickenham водотоннажністю 4762 тонн, який перевозив вугілля; всі 50 членів екіпажу вціліли. Того ж дня U-135 був потоплений у Північній Атлантиці, на схід від Канарських островів (28°20′ пн. ш. 13°17′ зх. д.) глибинними бомбами британського шлюпа «Рочестер», корветів «Мінонет» та «Бальзам» та американського бомбардувальника «Каталіна». 5 членів екіпажу загинули, 41 (включаючи Лютера) були врятовані і взяті в полон.

## Звання
- Кандидат в офіцери (9 жовтня 1937)
- Морський кадет (28 червня 1938)
- Фенріх-цур-зее (1 квітня 1939)
- Оберфенріх-цур-зее (1 березня 1940)
- Лейтенант-цур-зее (1 травня 1940)
- Оберлейтенант-цур-зее (1 квітня 1942)

## Нагороди
- Залізний хрест 2-го класу
- Нагрудний знак підводника